# Zespół dworski w Michałowicach
Zespół dworski w Michałowicach – zespół dworski znajdujący się w Michałowicach, w gminie Michałowice, w powiecie krakowskim.
W skład zespołu dworskiego wchodzi: dwór, spichlerz (ruina), stajnia oraz park.
Obiekt został wpisany do rejestru zabytków nieruchomych Wojewódzkiego Urzędu Ochrony Zabytków w Krakowie.

## Historia
Od XIII do XVIII wieku wieś należała do bożogrobców z Miechowa. W 1788 roku Hugo Kołłątaj na mocy przywileju króla Stanisława Augusta otrzymał wieś w wieczyste posiadanie w zamian za czynsz na rzecz Akademii Krakowskiej. Po jego śmierci majątek objął jego brat Jan Kołłątaj, a następnie jego córka Maria (Marianna) Krasicka.
W 1875 roku Tadeusz Dąbrowski (1829–1903) i jego żona Maria z Rostworowskich (1842–1927) kupili drewniany dwór wybudowany przez Kołłątajów od ówczesnego właściciela Konstantego Wielogłowskiego. Mieszkali w nim do momentu ukończenia budowy nowego dworu (1897). Potem stary dworek rozebrano.
Następnym właścicielem majątku został syn Tadeusza i Marii – Tadeusz Dąbrowski junior (1873–1961). W 1914 roku Pierwsza Kompania Kadrowa, po obaleniu słupów granicznych między Austro-Węgrami i Rosją, została ugoszczona obiadem przez Tadeusza Dąbrowskiego. W czasach współczesnych, na pamiątkę tego wydarzenia, co roku 6 sierpnia miłośnicy Kadrówki organizują marsz, a w ogrodach p. Lorenzów odbywa się spotkanie i poczęstunek. W czasie I wojny światowej dwór służył jako lazaret dla wojska. Po znacjonalizowaniu majątku w 1944 roku w obiektach działała Samopomoc Chłopska i Bank Spółdzielczy w Słomnikach. W 1979 roku dwór zniszczył pożar. Żadna instytucja nie poczuwała się do odbudowy. W 1985 roku nowymi właścicielami została rodzina Lorenzów, która odbudowała obiekt.

## Architektura
Tadeusz i Maria Dąbrowscy w latach 1892–1897 wybudowali nowy dwór, według projektu Teodora Talowskiego. W projekcie można wyodrębnić korpus budynku, który powtarza formę dworu Kołłątaja – parterowy, nakryty dachem naczółkowym. Reszta to kompozycja brył, historycznych form i elementów architektonicznych złożonych w harmonijną całość. Średniowieczna wieloboczna wieża z otworami strzelniczymi, gotyckie wieloboczne prezbiterium kaplicy, renesansowa trójarkadowa loggia, manierystyczny szczyt ujęty wolutowymi, zakręconymi ponad miarą spływami tworzą tę samą znaną z krakowskich realizacji sugestię budynku rozbudowywanego i przekształcanego z biegiem stuleci. Budynek murowany z kamienia i cegły, nietynkowany, w rzucie litery L.

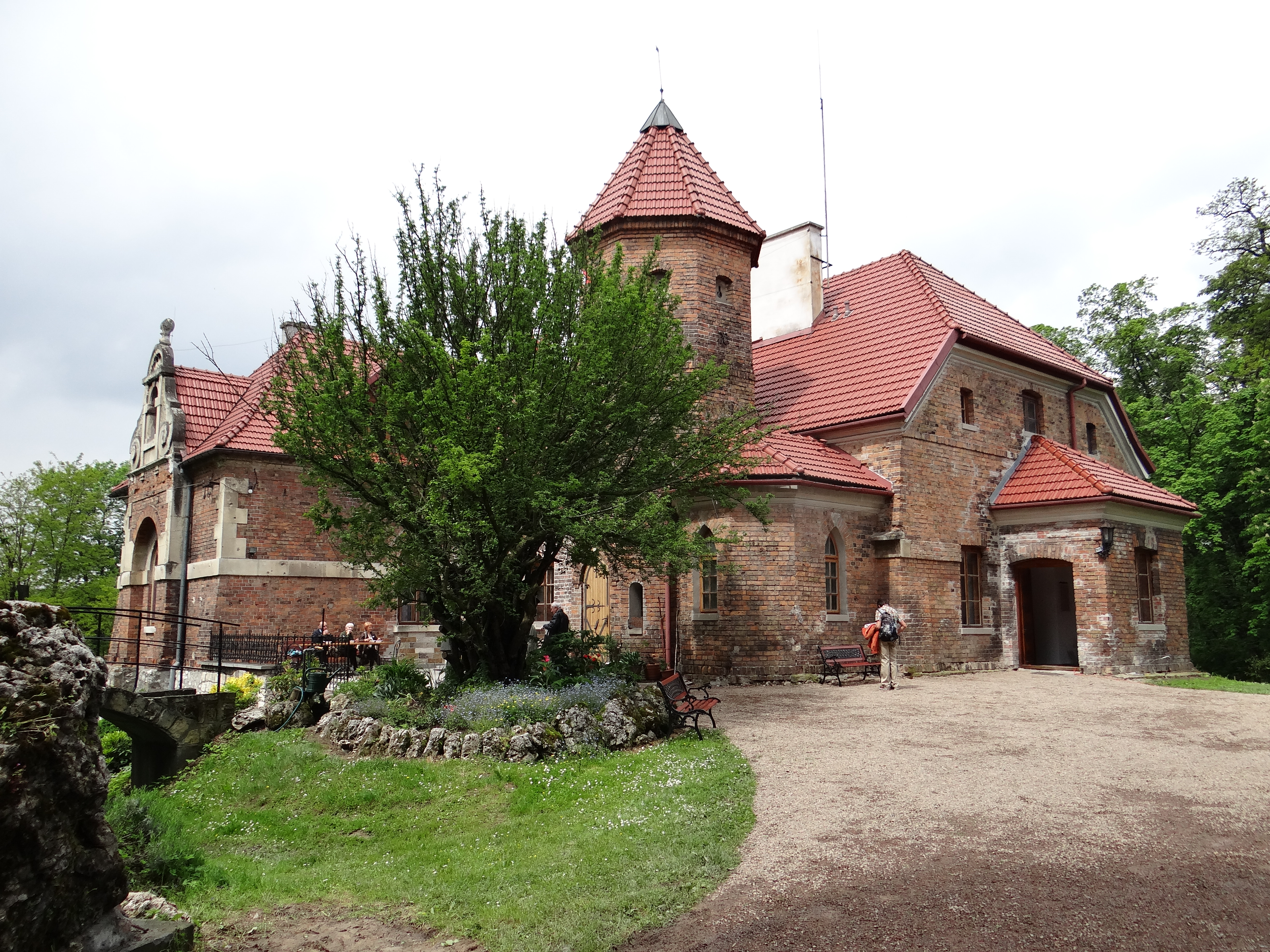
Dwór w Michałowicach w 2014 roku.

## Park
Otaczający zespół dworski park istniał już za życia Kołłątaja. Drzewostan jest reprezentowany przede wszystkim przez robinie akacjowe. W parku znajduje się jeden z największych i najstarszych w Polsce okazów derenia właściwego w formie krzaczastej, który został wpisany na listę pomników przyrody. Obecni właściciele ciągle modernizują park dokonując wielu nowych nasadzeń.

## Nagrody
W 2014 roku w ramach współpracy z Małopolskim Instytutem Kultury podczas XVI Małopolskich Dni Dziedzictwa Kulturowego Wielki wybuch 1914–1918 państwo Lorenzowie oprowadzali zwiedzających po dworze. Projekt Nowe życie dworu został nagrodzony w ramach Ogólnopolskiego Konkursu Generalnego Konserwatora Zabytków na projekt edukacyjny o dziedzictwie.